# مجمع‌الجزایر سولو
مجمع‌الجزایر سولو (به لاتین: Sulu Archipelago) یک مجمع‌الجزایر در فیلیپین است که در آسیای جنوب شرقی واقع شده‌است.

## خصوصیات
مجمع‌الجزایر سولو ۴٬۰۶۸ کیلومترمربع مساحت و ۱٬۳۰۰٬۰۰۰ نفر جمعیت دارد.